# ألكسندر ماكسيمينكو
ألكسندر ماكسيمينكو (بالروسية: Максименко, Александр Дмитриевич)‏ (22 مارس 1996 بخاباروفسك في روسيا - ) هو لاعب كرة قدم روسي في مركز الوسط. لعب مع دينامو موسكو وأفانجارد كورسك.

## روابط خارجية
- ألكسندر ماكسيمينكو على موقع قاعدة بيانات كرة القدم.إي يو (الإنجليزية)
- ألكسندر ماكسيمينكو على موقع Soccerway.com (الإنجليزية)